# Serrat de Montpaó
El Serrat de Montpaó és una muntanya de 643 metres que es troba al municipi de Ribera d'Ondara, a la comarca catalana de la Segarra.